# Lövön, Lovisa
Lövön, finska: Lehtinen, är en ö i Finland. Den ligger i Finska viken och i kommunen Lovisa i landskapet Nyland, i den södra delen av landet. Ön ligger omkring 88 kilometer öster om Helsingfors.
Öns area är 46,9 hektar och dess största längd är 1,4 kilometer i nord-sydlig riktning. Lövörevet är en udde som markant sticker ut åt söder.

## Klimat
Klimatet i området är tempererat. Årsmedeltemperaturen i trakten är 6 °C. Den varmaste månaden är augusti, då medeltemperaturen är 16 °C, och den kallaste är februari, med −1 °C.